# Effet Nordtvedt
En astrophysique théorique, l'effet Nordtvedt fait référence au mouvement relatif de la Terre et de la Lune qui serait observé si l'énergie propre gravitationnelle d'un corps contribuait à sa masse gravitationnelle mais pas à sa masse inertielle. S'il était observé, l'effet Nordtvedt violerait le principe d'équivalence fort, selon laquelle le mouvement d'un objet dans un champ de gravitation ne dépend pas de sa masse ou de sa composition.
L'effet est nommé d'après le Dr Kenneth Nordtvedt, de l'université d'État du Montana, qui démontra en premier que certaines théories de la gravitation suggèrent que les corps massifs devraient chuter à des vitesses différentes, selon leur énergie propre gravitationnelle.
Si la gravité viole en effet le principe d'équivalence fort, alors la Terre, plus massive, devrait tomber sur le Soleil à une vitesse légèrement différente de la Lune. Pour tester l'existence (ou l'absence) de l'effet Nordtvedt, des scientifiques ont utilisé le Lunar Laser Ranging Experiment, qui est capable de mesurer la distance entre la Terre et la Lune avec une précision de l'ordre du millimètre. Jusqu'à présent, les résultats ont échoué à trouver une quelconque preuve de l'effet Nordtvedt, montrant que si elle existe, l'effet est extrêmement faible.